# Reál aikidó
A reál aikidó a hagyományos aikidóból fejlődött ki. Önvédelmi harcművészet, mely átvett elemeket az aikidón kívül a dzsudóból, dzsúdzsucuból is.

## Történet
A reál aikidó létrehozója Ljubomir Vračarević (10. dan, Szóke, 1947. május 6. – 2013. november 18.) szerbiai harcművész, többek között a Nemzetközi Testőr- és Biztonsági Szolgálatok Szövetsége (IBSSA) oktatója, tiszteletbeli tagja az Orosz Tudományos Akadémiának.
Ljubomir Vračarević első útja során, 1971-ben Japánban, Hombu Dojóban Kisshomaru Ueshiba mestertől, Uesiba Morihei fiától tanult aikidót. Vračarević az aikidó részleteinek, lényegének tanulmányozásával, valamint a harc egyéb területeiről szerzett tapasztalataival megalkotta a reál aikidót. Amit aztán világszerte oktatottː testőrségnek, katonáknak, többek között az orosz Alfa és Kobra különleges erőknek.
1992-ben Tokióban (Aikidó Akadémia - Yoshinkan) Vračarević személyesen kapott engedélyt Gozo Shiodától a reál aikidó beiktatására, ezáltal elismerten önálló stílus lett.

## Technikák
Technikáit a gyakorlatiasság ihletteː részben újragondolt aikidótechnikák, s ezekhez társultak a dzsudóból és dzsúdzsucuból dobások, csuklókon végrehajtott feszítések, egyéb technikák. Mester szintig olyan technikák sajátíthatók el, amelyek laikus támadások ellen irányulnak. Ide tartoznak a (laikus szinten kivitelezett) ütések, rúgások és fogások, valamint fegyverekkel történő támadásokː bot, kés, pisztoly. Dan-vizsgákon képzett támadók elleni védekezésről tesznek tanúbizonyságot a mesterek.

## Filozófia
Ljubomir Vračarević részben az európai kultúrából és hagyományokból építkezve alkotta meg a reál aikidó mentalitását, másrészt a japán eredet is megmutatkozik benne, így az etikett egy része megegyezik a japán harcművészetekével, például az egymás iránti tiszteletet meghajlással fejezik ki. Az ellenfél minél gyorsabb harcképtelenné tétele mellett fontos szempont a harcművészetet gyakorló belső fejlődése is. Mint minden harcművészetben, itt is elsők között szerepel a másik fél tisztelete, a harc mélyebb filozófiájának megértése, így gyermekek nevelésében is hasznos eszköz. Szerbiában kötelező tárgyként oktatták általános iskolákban.

## Nemzetközi elismerések
- 2001: Vladimir Djordjević, az Amerikai Egyesült Államokbeli Reál Aikidó Központjának fő oktatója tagságot nyert az Amerikai Harcművészetek Egyesületébe.[4]
- 2003: Ljubomir Vračarević a reál aikidó megalapításáért bekerült az Amerikai Harcművészetek Csarnokába.[5][6]
- Az Amerikai Egyesült Államokbeli Reál Aikidó Központ tagja az ICMUA-nak.[7][8]